# Терешиха
Тере́шиха — село в Україні, у Дмитрівській селищній громаді Ніжинського району Чернігівської області. Населення становить 393 мешканці (2001).

## Історія
За переказами старожилів, назва села походить від імені пастуха Терешка, який поселився на території майбутнього села. А за архівними даними село одержало свою назву від могили Тереглі. Перша згадка про село датується XVIII століттям. Згідно «Опису помістя Олександра Покорського — Журавко» село належало йому і відносилося до Борзенського повіту Чернігівської губернії.
У 1901 році село Терешиха належить до Борзенського повіту Парафіївеької волості в якому проживало 420 чоловіків і 530 жінок. А площу займало 540 десятин.
У 1917 році в селі Терешиха — Журавчик налічувалося 149 дворів і проживала 971 особа.
Село постраждало внаслідок геноциду українського народу 1932—1933, проведеного урядом СРСР. За систематичний опір нападам представників влади на власність мешканців села, рішенням Чернігівського обласного КПУ село було занесено на «чорну дошку», що збільшило кількість жертв від голодної смерті. Серед загиблих від терору голодом родичі відомого українського артиста Володимира Данильця.
За даними 1924 року Терешиха уже належатиала до Парафіївського району. Пізніше вона стала підпорядковуватися Туркенівській сільській раді.

## Населення

### Мова
Розподіл населення за рідною мовою за даними перепису 2001 року:
| Мова       | Кількість | Відсоток |
| ---------- | --------- | -------- |
| українська | 392       | 99.75%   |
| російська  | 1         | 0.25%    |
| Усього     | 393       | 100%     |

## Стан соціальної інфраструктури
На сьогоднішній час в селі знаходяться Навчально-виховний комплекс «Школа-сад», фельдшерський пункт, магазин, сільський клуб, центральна садиба сільськогосподарського підприємства «Маяк».

## Пам'ятки
- Пам'ятник односельцям, які загинули на фронтах Великої Вітчизняної війни і воїнам, які загинули при визволенні села.

## Галерея

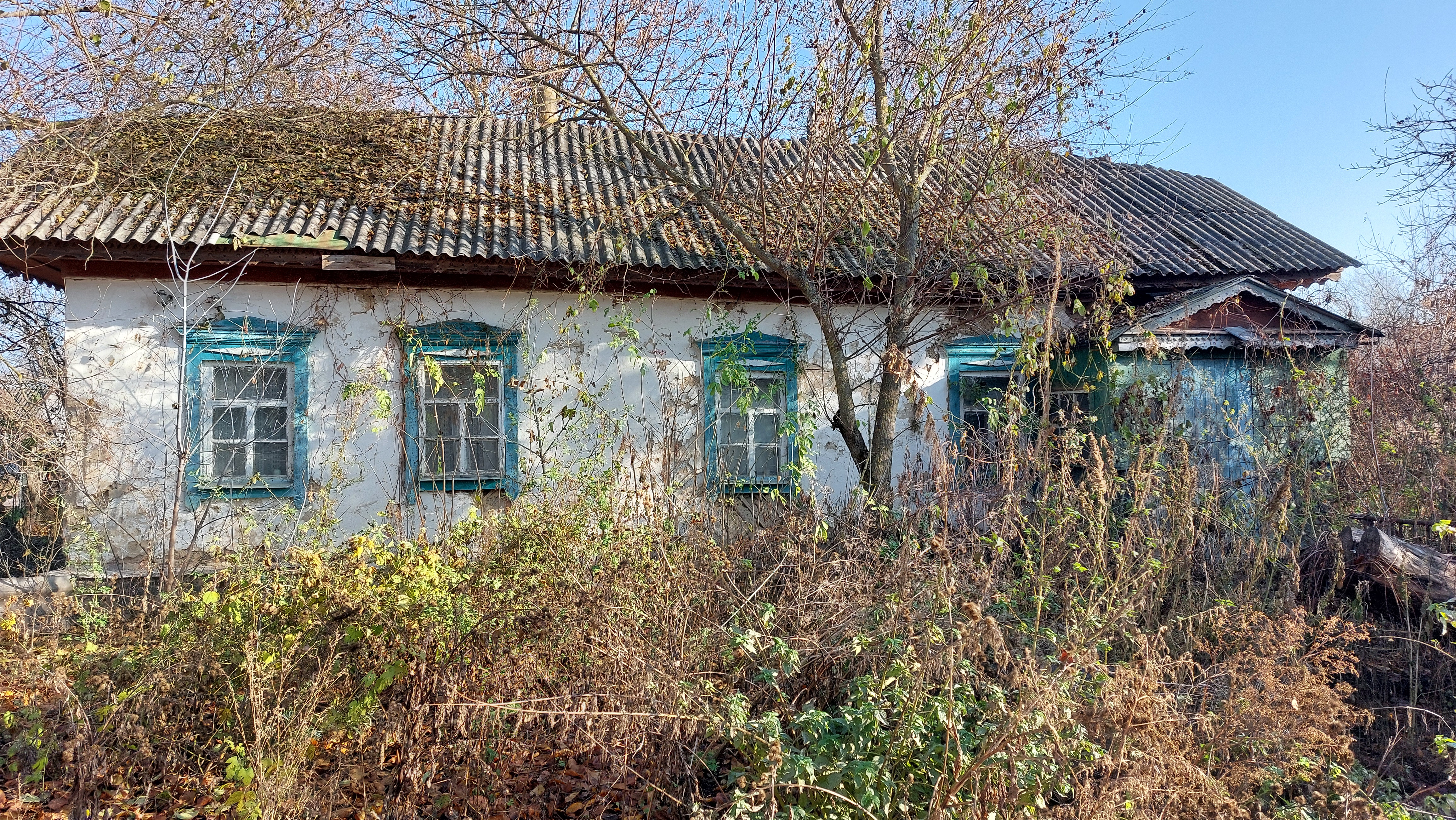
Панська дореволюційна хата (фасад)
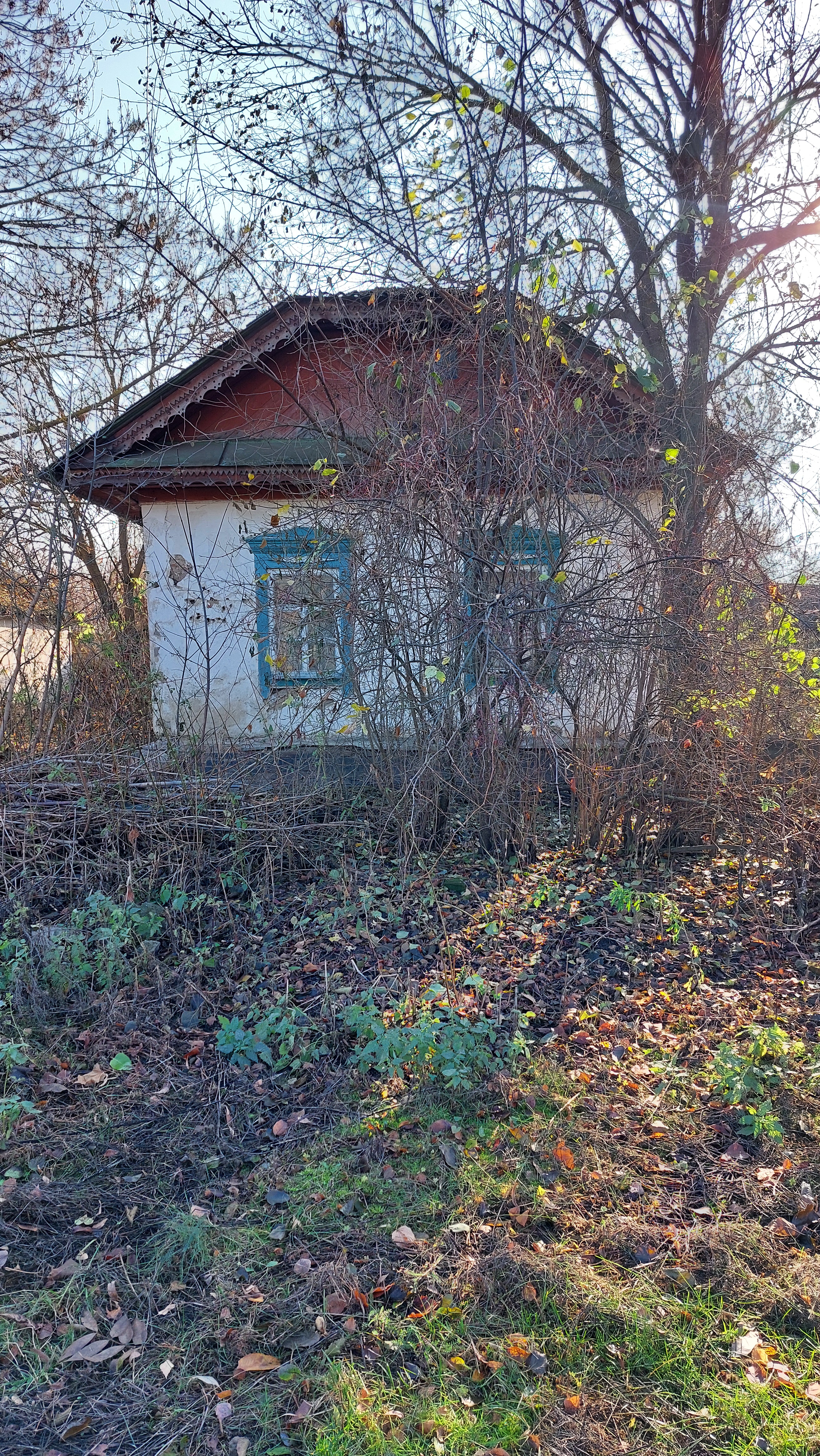
Панська дореволюційна хата (бічна сторона)
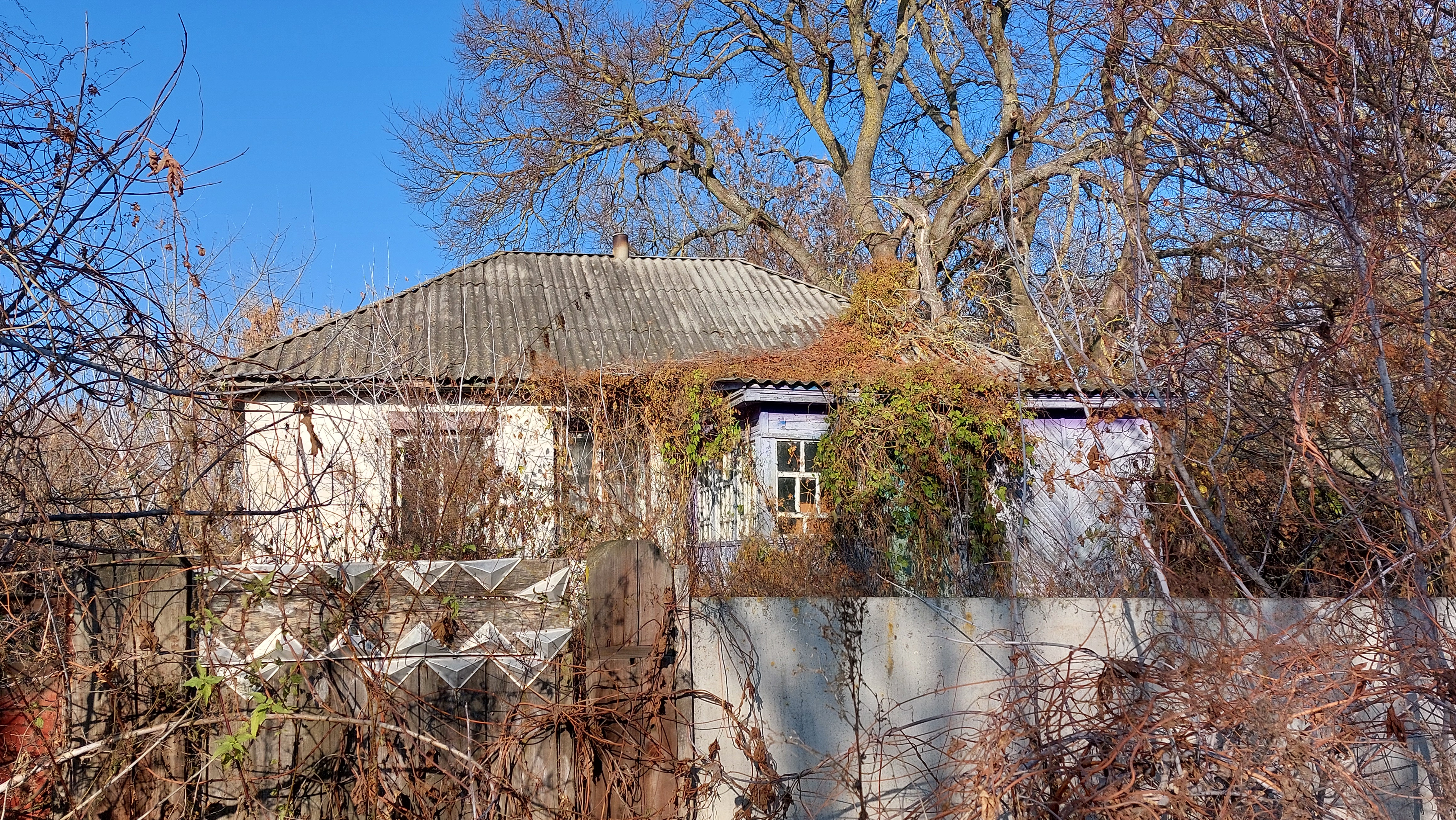
Закинута хата
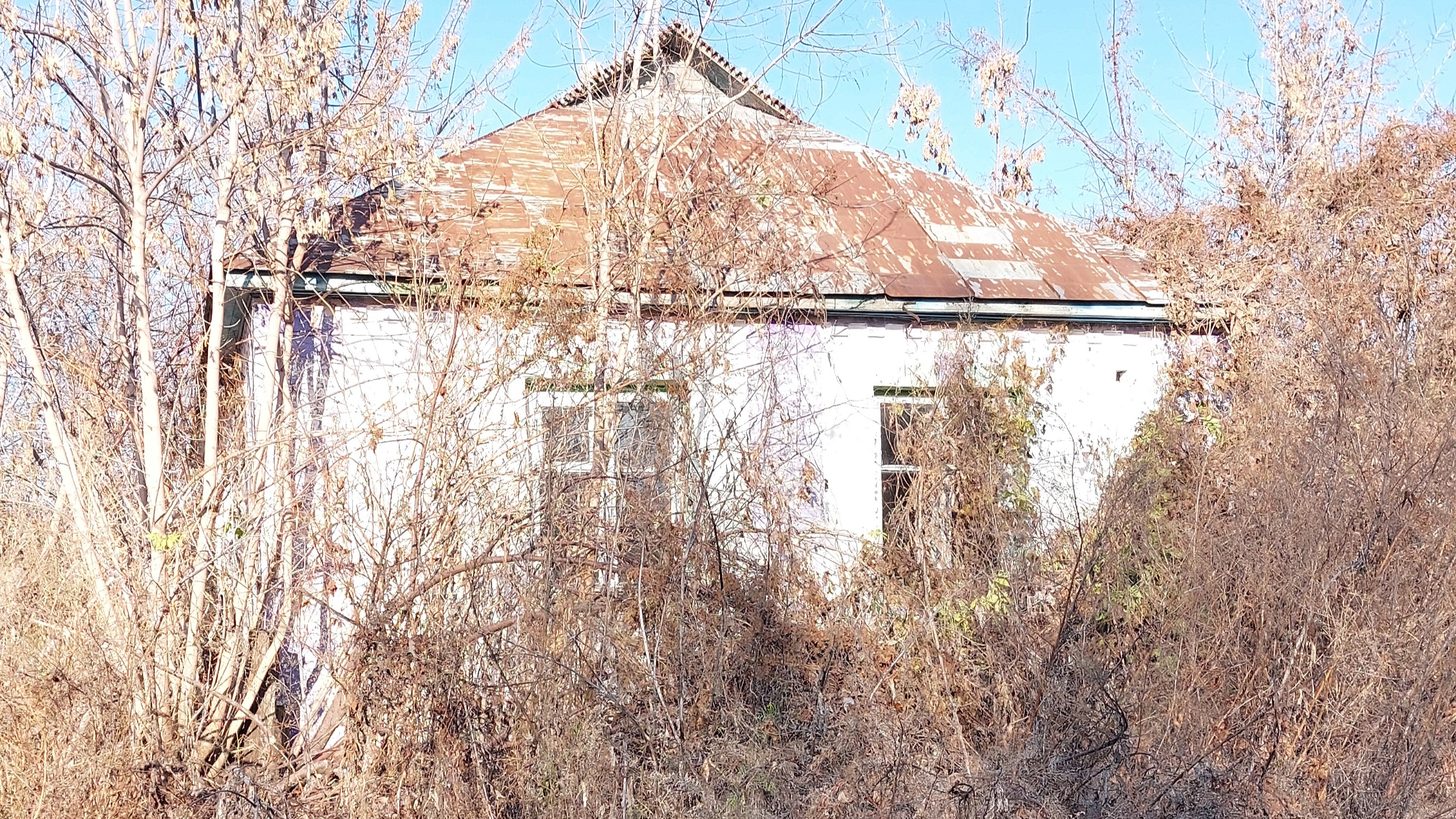
Закинута хата
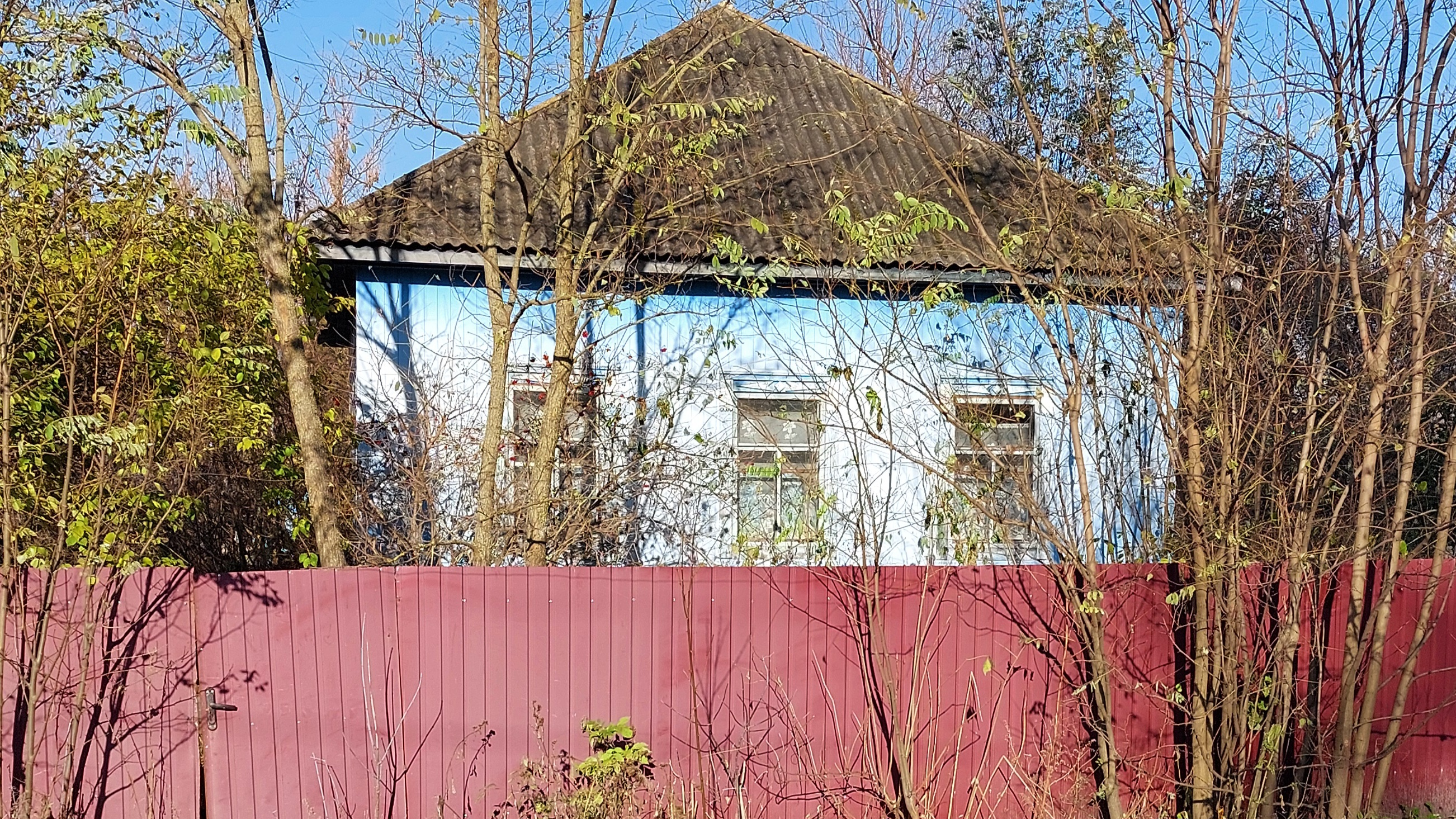
Закинута хата
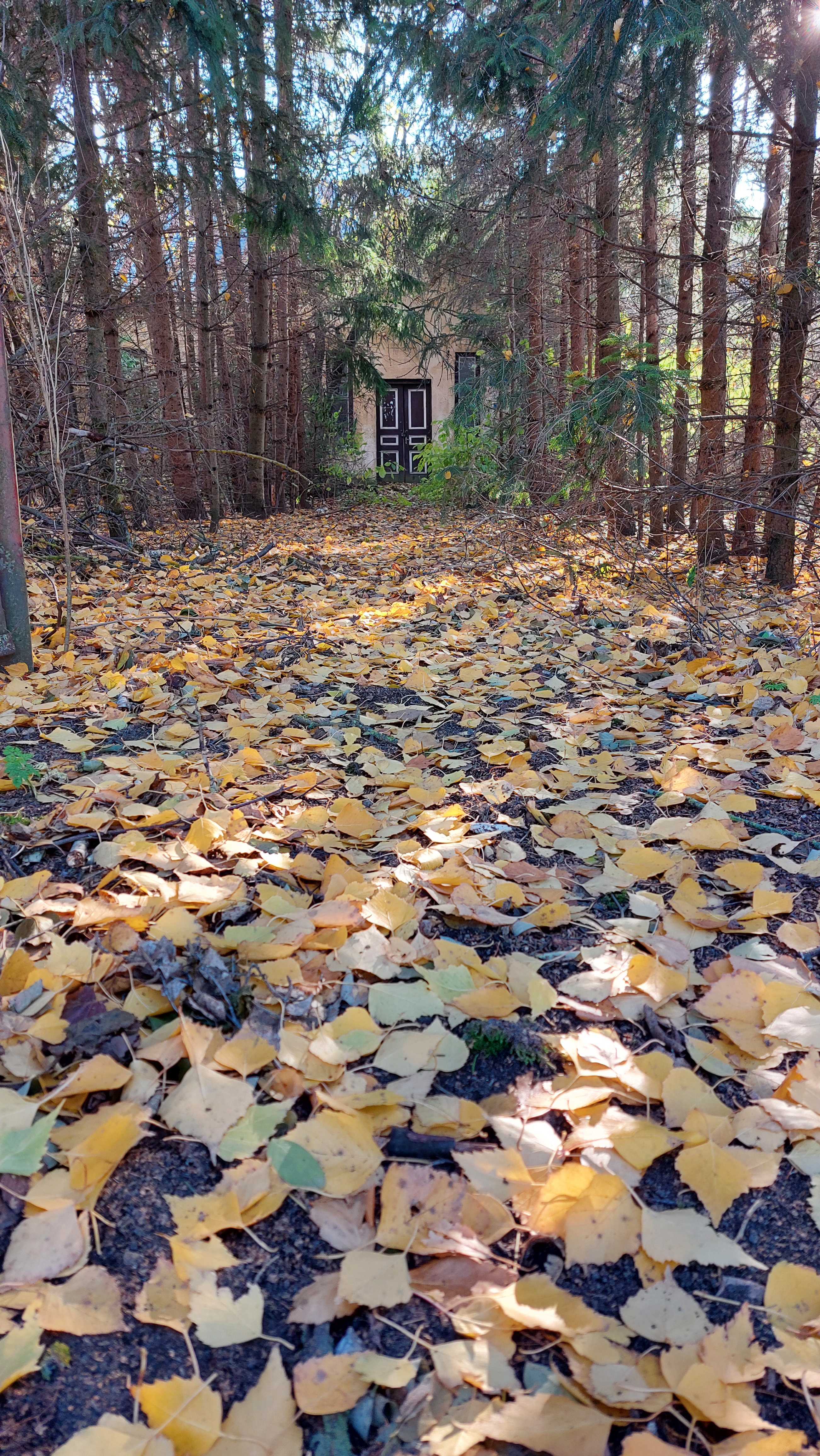
Центральний вхід у колишню сільську раду
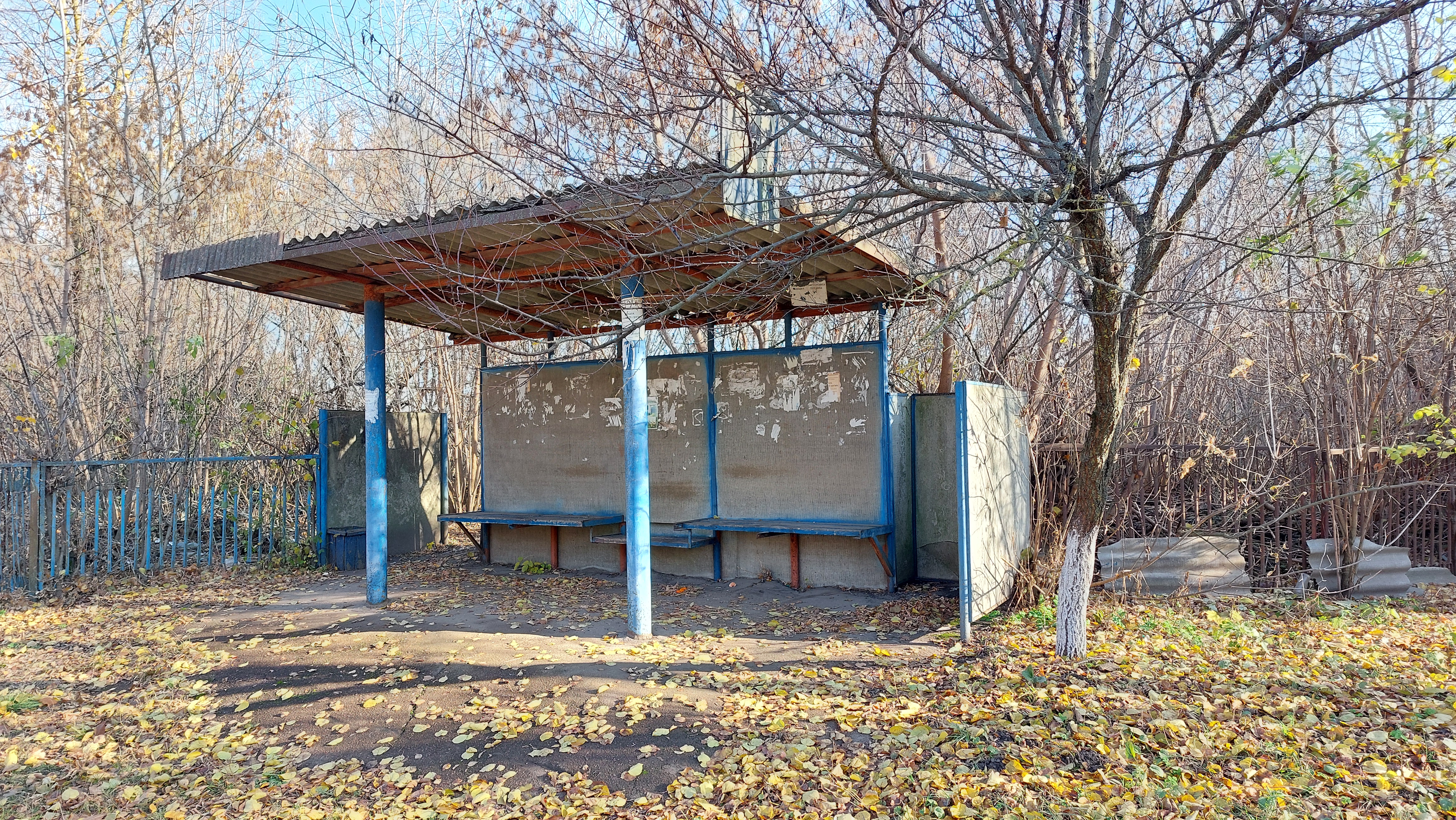
Зупинка в селі
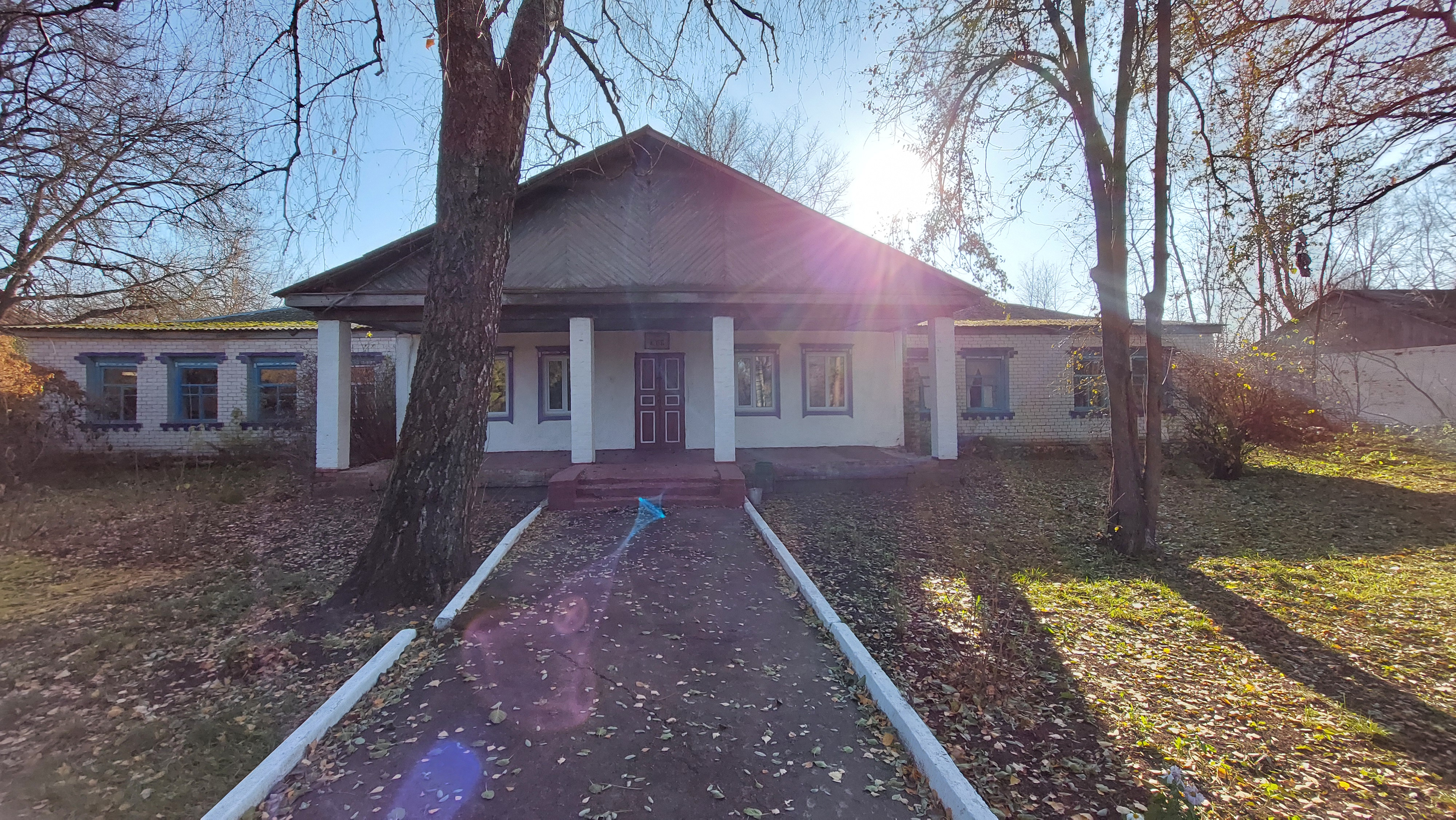
Сільський клуб
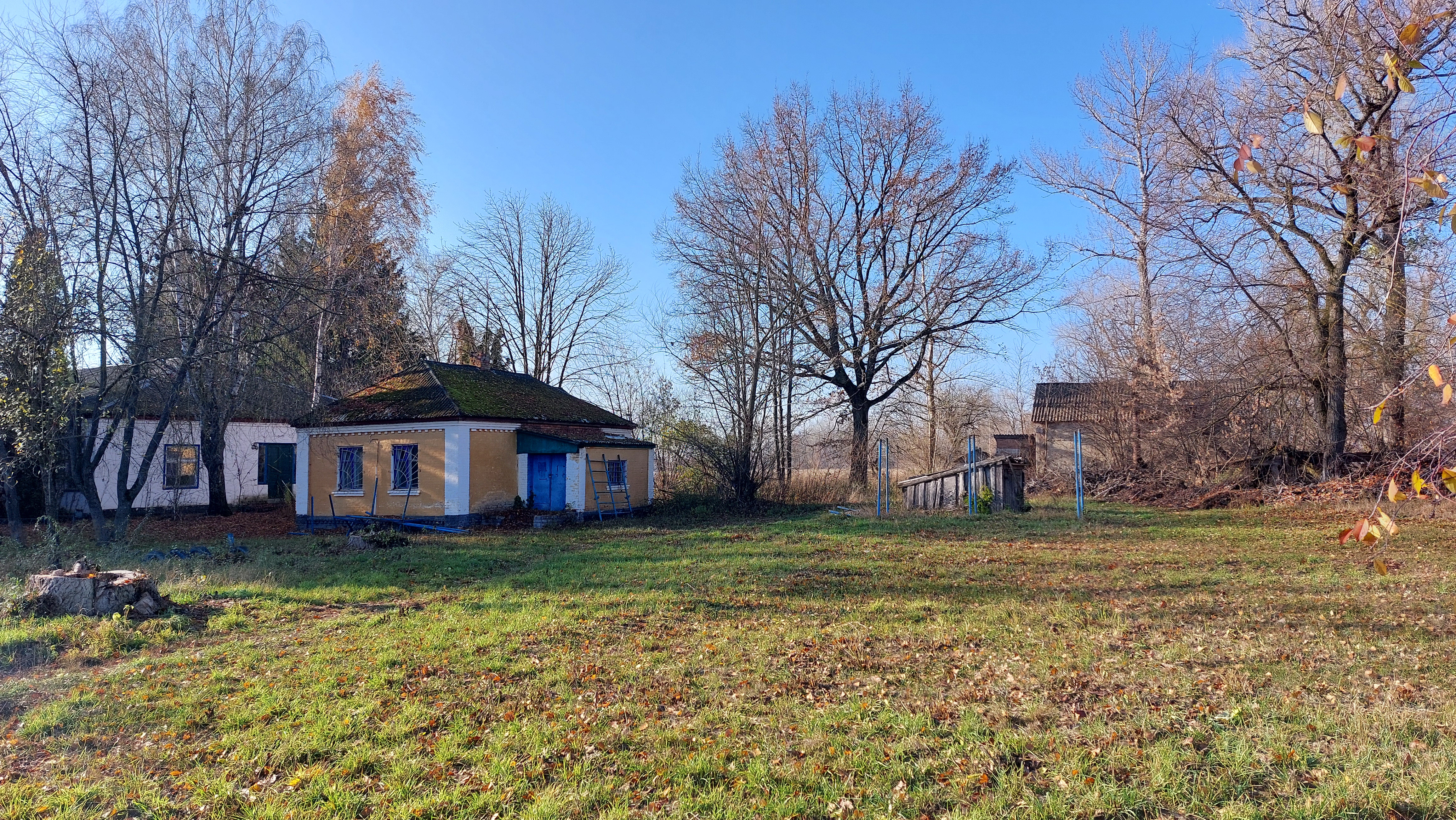
Заднє подвір'я колишньої школи
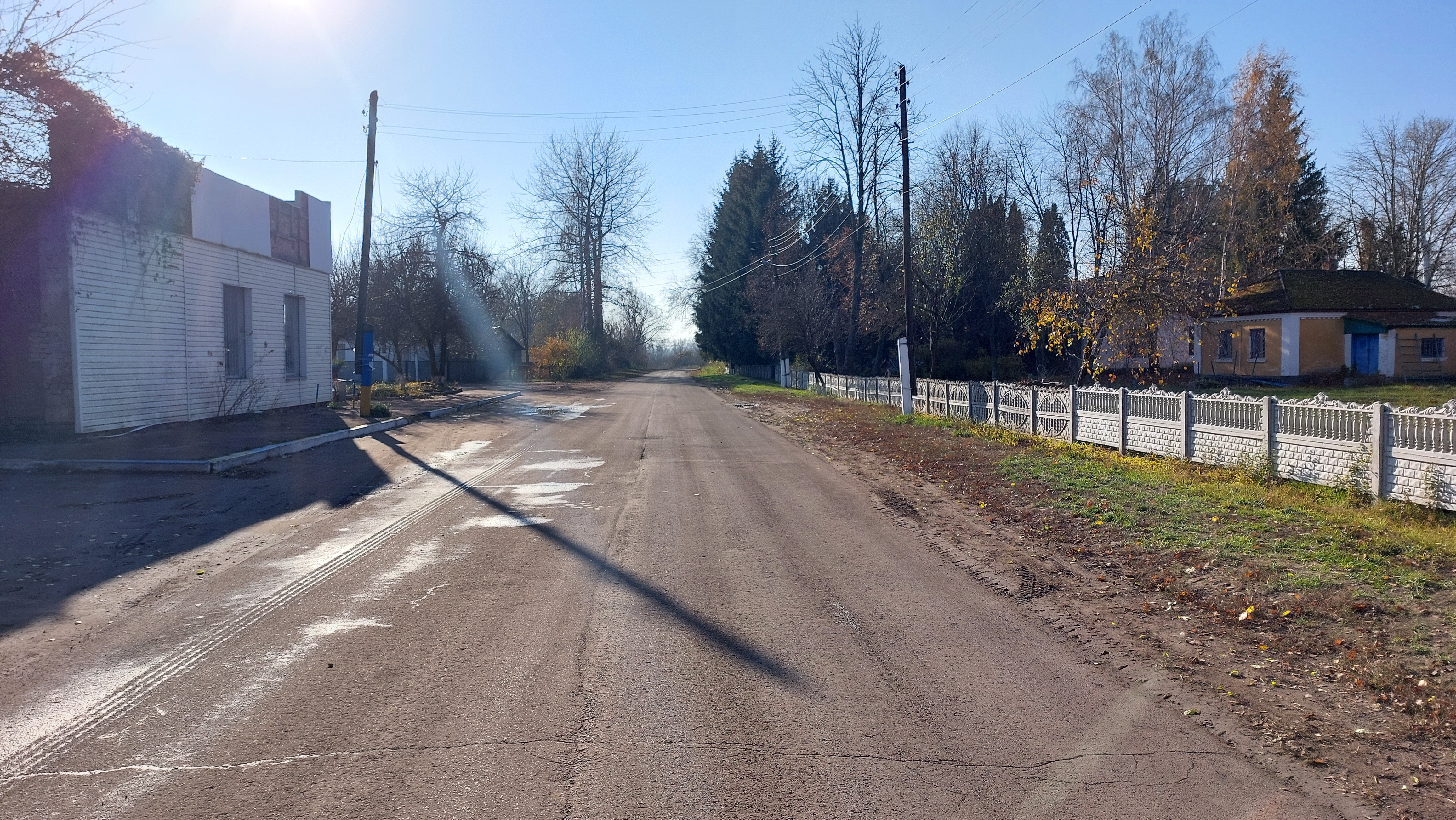
Центральна площа

## Відомі особистості
- Звєрєв Микола Вікторович — український політик, голова Чернігівської обласної ради (2014–2015).